# 민간어원
민간어원(民間語源, Folk etymology)은 역사적인 사실을 들어서 참된 어원을 설명하는 것이 아니라, 주로 어형과 의미의 우연한 유사성을 가지고 어원을 설명하려 한다. 실제의 어원은 엄밀한 어원학적 방법에 의해 구체적인 자료와 과학적인 방법으로 규명되어야 한다. 이에 비해 민간 어원에는 객관적인 자료나 과학적인 방법보다 주로 소리와 뜻, 어형과 의미의 유사성에 착안하는 직관적인 연상을 바탕으로 한다.
대부분의 경우 역사적으로 어원적으로 아무 연관성이 없는 두 어형의 유사성에 기반하므로, 터무니없는 어원 설명에 지나지 않는다. 흔히 대중들 사이에 잘못 알려진 낱말의 유래에 대한 속설들은 여기에서 비롯한다. 낱말은 생성된 뒤에 시간이 지나면서 점차 발음과 표기가 바뀌기 때문에 생긴 지 오래된 단어는 원래 낱말의 짜임새를 대중들이 알 수 없게 되어 임의적으로 추측하게 되고, 그럴 듯한 것은 널리 퍼지는 경우가 많다.

## 명칭
통속어원(通俗語源)이라고도 하며, 연상작용에 의한 어원을 설명할때 연상적 어원(聯想的語源, 연상어원)이라고도 한다. 또한, 서양에서는 어원탐색이 과학적으로 이루어지지 않고 가공에 의하므로 부실어원(不實語源, Fake etymology)이라고도 한다.

## 예시
- ‘고양 행주산성’의 ‘행주’(幸州)에서 ‘행주치마’가 비롯되었다는 설명은 널리 알려져 있다. 행주산성 전투에서 부녀자들이 돌을 나를 때 허리에 둘렀기 때문에 그렇게 부른다는 것이다. 그러나 이는 완전히 민간 어원에서 비롯된 것이다.[2]
- 한반도 남부지방에서 벼를 ‘나락’이라고도 하는데, 이 어원을 ‘나록’(羅祿), 즉 ‘신라의 녹’이라고 설명하는 것이 있다. 신라에서 녹봉을 벼로 지급하였다하여 두 단어를 결부시킨 것이나, 역시 아무런 근거가 없는 민간 어원이다.[1]
- 아주머니는 아기 주머니를 가진 사람이다. 어형이 주머니라는 익숙한 단어와 비슷한 것에 이끌린 해석이다. 앛[小]+어머니의 구성이다.
- 사돈(査頓)은 등걸나무에서 머리를 조아린다는 뜻이다. 사돈의 한자 뜻에 이끌린 해석으로 실제로는 몽골어 'sadun'의 차용으로 생각되고 있다.[3]

## 같이 보기
- 취음
- 동언고략